# Adam Ancuta-Hawrylkiewicz
Adam Ancuta-Hawrylkiewicz, född 1938 i Vilnius, är en litauisk-svensk målare.
Ancuta-Hawrylkiewicz studerade konst och arkitektur i Polen. Han invandrade till Sverige 1971 och blev senare svensk medborgare. Han har i Sverige medverkat i ett stort antal samlingsutställningar bland annat på Liljevalchs konsthall, Stockholm Art Fair, Münchenbryggeriet och Münchenbryggeriet. Utanför Sverige har han medverkat i utställningar i bland annat Boston, Nice, Kapstaden, Rom och Madrid. Han tilldelades ett stipendium från Konstnärsnämnden 1993. Ancuta-Hawrylkiewicz är representerad vid Statens konstråd, Statens Järnvägar, Sundbybergs kommun och Järva Kulturcentrum.